# Xian de Huangping
Le xian de Huangping (黄平县 ; pinyin : Huángpíng Xiàn) est un district administratif de la province du Guizhou en Chine. Il est placé sous la juridiction de la préfecture autonome miao et dong de Qiandongnan.

## Démographie
La population du district était de 322 765 habitants en 1999.